# Sonate K. 314
La sonate K. 314 (F.262/L.441) en sol majeur est une œuvre pour clavier du compositeur italien Domenico Scarlatti.

## Présentation
La sonate K. 314, en sol majeur, notée Allegro, forme une paire avec la sonate suivante. Dans l'ouverture, la seconde voix répond en imitation de la première.

## Manuscrits
Le manuscrit principal est le numéro 19 du volume VI de Venise (1753), copié pour Maria Barbara ; les autres sont Parme VIII 13, Münster IV 11 et Vienne B 11.

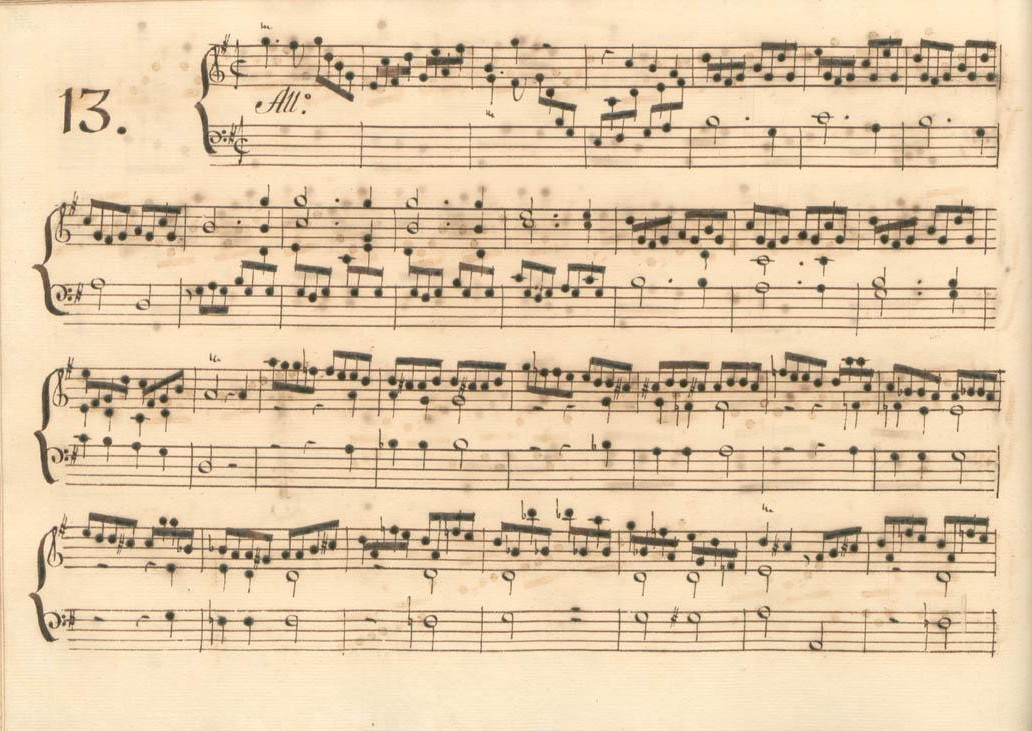
Parme VIII 13.
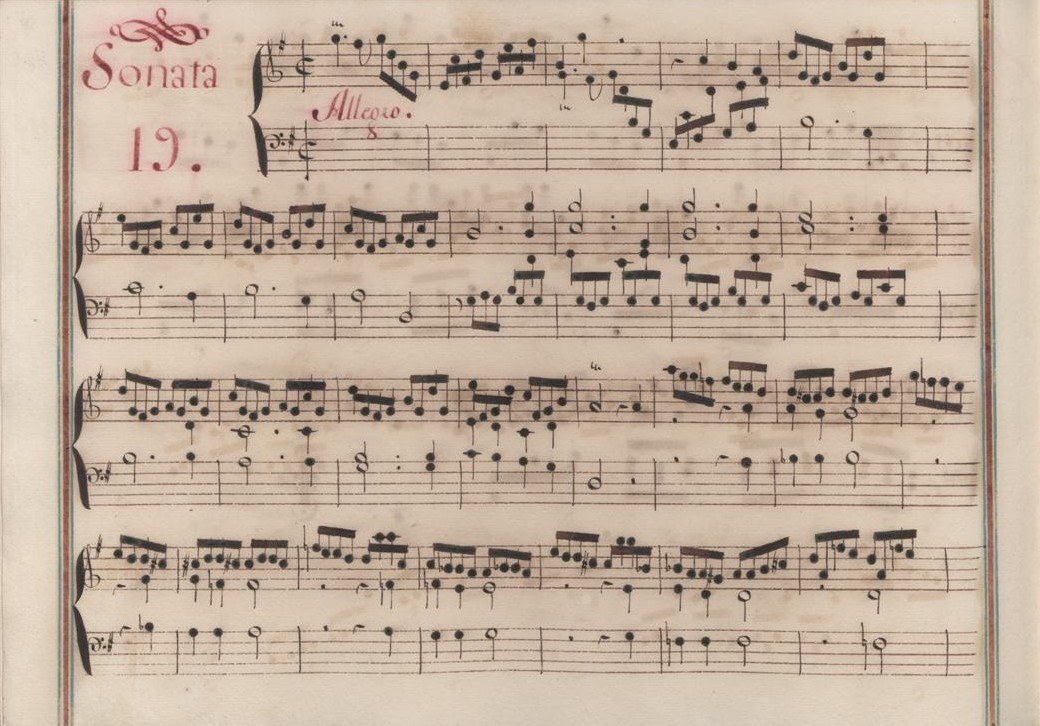
Venise VI 19.
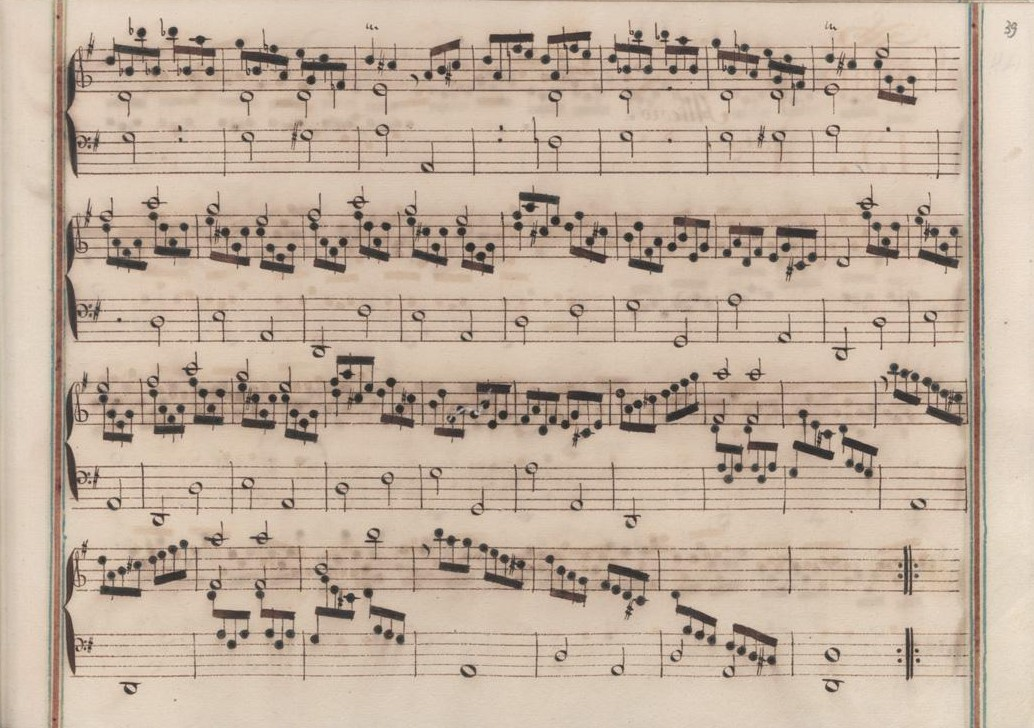
Venise VI 19 (fin de la première section).

## Interprètes
La sonate K. 314 est défendue au piano, notamment par Gottlieb Wallisch (2007, Naxos, vol. 11), Carlo Grante (2012, Music & Arts, vol. 3) ; au clavecin par Scott Ross (1985, Erato), Colin Tilney (1987, Dorian), Richard Lester (2003, Nimbus, vol. 3), Pieter-Jan Belder (Brilliant Classics) et Pierre Hantaï (2004, Mirare, vol. 2).

## Sources
: document utilisé comme source pour la rédaction de cet article.
- Ralph Kirkpatrick (trad. de l'anglais par Dennis Collins), Domenico Scarlatti, Paris, Lattès, coll. « Musique et Musiciens », 1982 (1re éd. 1953 (en)), 493 p. (ISBN 978-2-7096-0118-4, OCLC 954954205, BNF 34689181).
- Alain de Chambure, « Domenico Scarlatti : Intégrale des sonates — Scott Ross », Erato (2564-62092-2), 1985 (OCLC 891183737) .